# Eunoe leiotentaculata
Eunoe leiotentaculata är en ringmaskart som beskrevs av Averincev 1978. Eunoe leiotentaculata ingår i släktet Eunoe och familjen Polynoidae.
Artens utbredningsområde är havet kring Nya Zeeland. Inga underarter finns listade i Catalogue of Life.